# AAPT Championships 1999
L'AAPT Championships 1999 è stato un torneo di tennis giocato sul cemento. È stata la 23ª edizione del Torneo di Adelaide, che fa parte della categoria International Series nell'ambito dell'ATP Tour 1999. Si è giocato ad Adelaide in Australia dal 4 all'11 gennaio 1999.

## Campioni

### Singolare
Thomas Enqvist ha battuto in finale  Lleyton Hewitt con il punteggio di 4–6, 6–1, 6–2.

### Doppio
Gustavo Kuerten /  Nicolás Lapentti hanno battuto in finale  Jim Courier /  Patrick Galbraith con il punteggio di 6–4, 6–4.